# SABCA
Société Anonyme Belge de Constructions Aéronautiques (S.A.B.C.A. of SABCA) is een Belgische onderneming binnen de luchtvaartsector.
De onderneming is onderdeel van de Franse Dassault Group. Andere aandeelhouders zijn onder andere Stork, die de aandelen overnam van Fokker na diens faillissement.
SABCA is tegenwoordig actief op het gebied van het fabriceren/ontwerpen van materialen, structuren en technieken ten behoeve van de lucht- en ruimtevaart, en biedt mogelijkheden tot modernisering en onderhoud van vliegtuigen. De marktsegmenten voor SABCA zijn civiele luchtvaart, ruimtevaart en defensie.
SABCA heeft drie locaties:
- Brussel (voormalig vliegveld Haren), het hoofdkwartier
- Charleroi (Vliegveld Gosselies), voor onder andere het onderhouden en moderniseren van vliegtuigen
- Lummen (industriezone), productie van onderdelen in composiet (materiaal)materialen voor onder andere Airbus en Ariane.

Bij de oprichting van SABCA had men ook nog de beschikking over een fabriek in Koekelberg. Daar werden heteluchtballonnen geproduceerd.

## Geschiedenis
De SABCA werd opgericht in 16 december 1920 op initiatief van Georges Nélis. Hij was tijdens de Eerste Wereldoorlog werkzaam als hoofd van de onderhoudsdienst van de Belgische Luchtmacht en was groot voorstander van een nationaal geleide vliegtuigindustrie en een nationale luchtvaartmaatschappij (zie SNETA, het latere Sabena).
De Belgische regering verplichtte zichzelf elk jaar voor zes miljoen af te nemen bij SABCA en hierdoor kreeg SABCA het alleenrecht op leveranties aan de Belgische Luchtmacht en SNETA. Men begon met het onderhouden en repareren van de vliegtuigen die buit waren gemaakt op de Duitsers na de Eerste Wereldoorlog. Daarna volgde het in licentie bouwen van onder andere Morane-Saulnier MS.35, Fokker F-VII, De Havilland DH-9's, Ansaldo A.300/40's, Nieuport 29C.1's en Avro 504K's. SABCA probeerde eigen ontwerpen te produceren, en zelfs schepen voor Belgisch-Congo. Maar het produceren van vliegtuigen in licentie bleef de hoofdactiviteit.
In 1931 richtte het Engelse Fairey een fabriek op in het Belgische Gosselies. Dit zorgde voor enige concurrentie voor SABCA, zelfs zodanig dat SABCA zich enkel kon redden met de bouw van Fokkers en Savoia-Marchetti's voor Sabena. Andere Belgische vliegtuigbouwers konden met moeite het hoofd boven water houden.
Tijdens de Duitse bezetting werd de fabriek gebruikt door de Duitse Erla fabriek. Bij de bevrijding werden de SABCA-fabrieken in brand gestoken.
Na de oorlog beperkte de activiteiten zich tot het onderhouden van de vliegtuigen van de Belgische luchtmacht. In 1952 kreeg men eindelijk weer eens een contract, voor het reviseren van straalmotoren en van F-84's. Vanaf dat moment wordt SABCA ingezet voor het in licentie bouwen van de Hawker Hunter, F-104 Starfighter en de F-16 (van 1975 tot 1985). In 1953 opent SABCA ook een fabriek in Gosselies. In de jaren zestig krijgt de Dassault-Breguet Aviation Group een meerderheidsbelang in SABCA. De andere andere aandelen komen onder andere in handen van Fokker-VFW, en na het faillissement van Fokker komen deze aandelen in handen van Stork. In 2012 brengt Arle Capital, de eigenaar van Stork, zijn luchtvaartdivisie onder in Fokker Technologies, waarna deze in 2015 wordt verkocht aan het Britse GKN, die op zijn beurt in 2018 door Melrose wordt overgenomen.
In 1992 wordt het dochterbedrijf SABCA Limburg in Lummen geopend, dat zich richt op de vervaardiging van composietmaterialen. 
Elf jaar later kwam er een onderzoek naar de verkoop van Mirages door SABCA aan Chili. 
Samen met het Franse AAA richt SABCA in  2012 de Marokkaanse assemblagefabriek ASM Aero op. 
SABCA legt zich toe op het fabriceren van onderdelen voor een legio van verschillende vliegtuigen en is sinds 1973 betrokken bij het Ariane project en maakt men deel uit van het Airbus-consortium. Men krijgt een goede reputatie als het gaat om het bouwen van precisie-instrumenten en servomotoren.
In 2019 zag SABCA zich genoodzaakt te reorganiseren en werknemers in de vestiging Lummen te ontslaan. De aandelen die in het bezit waren van Fokker (Melrose) werden voor een betrekkelijk laag bedrag - aandelen waren 70% goedkoper dan de beurskoers - verkocht aan Dassault, die daarmee 96,85% van de aandelen van SABCA in handen kreeg. Een maand later verkocht Dassault SABCA aan een Belgische joint venture gevormd door Sabena Aerospace en FPIM.

## Vliegtuigtypen

### Eigen producties
- Camgul (±1925, lesvliegtuig, eenmotorig propeller, dubbeldekker, ontworpen door Cambier en Jef Guldentops)
- Castar (1923, zweefvliegtuig, ontworpen door Poncelet)
- Julien (SJ-1) of Junior (zweefvliegtuig)
- S-2 Sport (1926, eenmotorig propeller, hoogdekker)
- S-11 (1931, driemotorig transportvliegtuig, hoogdekker, één prototype gebouwd)
- S-12 (verkeersvliegtuig)
- S-20 (1935, eenmotorig propeller, hoogdekker)
- S-30 (1936)
- S-40E (1939, tweezits trainer, eenmotorig propeller)
- S-45bis (type-aanduiding voor de licentie van de Italiaanse Caproni Ca-135bis)
- S-46 (type-aanduiding voor de licentie van de Caproni Ca-310 "Libeccio")
- S-47 (1938, tweezits aanvalsvliegtuig, gebaseerd op de Italiaanse Caproni Ca 335 "Maestrale")
- S-48 (type-aanduiding voor de licentie van de Caproni Ca-312)

### In opdracht van andere vliegtuigbouwers/ontwerpers
- Demonty-Poncelet Cyrano, (1924, eenmotorig propeller, tweepersoons naast elkaar) ook bekend als Demonty-Poncelet limousine, vanaf 1925 hernoemd in SABCA DP)
- LACAB T.7 (1934, trainer, eenmotorig propeller, dubbeldekker)
- Poncelet Vivette, (1924, zweefvliegtuig)
- Renard Epervier (± 1927, jager, eenmotorig propeller, hoogdekker, 1 exemplaar)

### In licentie
- Ansaldo A.300/40 (45 ex.)
- Avia BH-21 (39 ex.)
- Avro 504K (28 ex.)
- Avro 626 Prefect (4 ex.)
- Breguet BR19 (146 ex.)
- Dassault Mirage III
- Dassault Mirage 5BA/BR/BD (62/23/15 ex.)
- De Havilland 50A
- De Havilland DH-9
- Fairey Fox II
- Fokker F-VIIb-3m (29 ex.)
- General Dynamics F-16
- Handley Page W.8E/F (14 ex.)
- Hawker Hunter
- Kassel 12 (zweefvliegtuig)
- Lockheed F-104 Starfighter (101 ex.)
- Morane-Saulnier MS.35
- Morane-Saulnier MS.236 (± 20 ex.)
- Nieuport 29C.1 (88 ex.)
- Renard R-31 (34 ex.)
- Savoia Marchetti S.73 (17 ex.)

## Verdere literatuur
- Les Avions S.A.B.C.A. et associés. Prototypes et Projets - Charles Mali, 2003, uitg. Fonds National Alfred Renard (fr)